# Cedric Richmond
Cedric Levon Richmond, né le 13 septembre 1973 à La Nouvelle-Orléans (Louisiane), est un homme politique américain. Membre du Parti démocrate, il devient haut conseiller du président des États-Unis Joe Biden le 20 janvier 2021.
De 2011 à 2021, il est le représentant du 2e district de la Louisiane, qui inclut une grande partie de La Nouvelle-Orléans.

## Biographie

### Carrière politique
Il bénéficie de dons de la part de lobbyistes de l'Arabie saoudite entre 2016 et 2017 pour le financement de ses campagnes électorales. Le royaume entendrait notamment faire obstacle à une législation en suspens qui permettrait aux victimes des attentats du 11 septembre 2001 d'entreprendre des poursuites contre lui.

### Articles annexes
- Liste des représentants de Louisiane